# Nam Hà (nhà văn)
Nam Hà (Nguyễn Nam Hà, tên khai sinh là Nguyễn Anh Công; 1935 - 2018) là nhà văn Việt Nam, được tặng Giải thưởng Nhà nước về Văn học Nghệ thuật năm 2007. Ông là Đại tá Quân đội nhân dân Việt Nam.  

## Tiểu sử
Nam Hà tên khai sinh là Nguyễn Anh Công, sinh ngày 18 tháng 01 năm 1935 tại xã Bắc Sơn, huyện Đô Lương, tỉnh Nghệ An. 
Nam Hà hoạt động trong đội thiếu niên và thanh niên Cứu quốc ở quê hương từ năm 1945 và gia nhập quân ngũ vào năm 1950. Những năm 1950 đến 1959, ông làm phóng viên báo Giữ làng của tỉnh đội Nghệ An, sau đó tham gia chiến đấu, phục vụ chiến đấu tại chiến trường Bình Thị Thiên và vùng giới tuyến. 
Năm 1960, ông được điều ra Hà Nội làm biên tập viên tạp chí Văn nghệ Quân đội, sau đó ông lại xung phong vào chiến trường khu 6, miền Đông Nam bộ. Sau năm 1975, ông tiếp tục công tác ở tạp chí Văn nghệ quân đội, giữ quân hàm Đại tá trước khi chuyển sang làm Trưởng ban sáng tác, Thư ký Chi hội Nhà văn Quân đội, Phó Ban văn học An ninh – Quốc phòng thuộc Hội Nhà văn Việt Nam).
Ông là đảng viên Đảng Cộng sản Việt Nam; hội viên Hội Nhà văn Việt Nam từ năm 1974.
Ông qua đời tại Bệnh viện Trung ương Quân đội 108 ngày 19 tháng 5 năm 2018.

## Sự nghiệp
Nam Hà là tác giả của gần 20 tác phẩm đã xuất bản, đa dạng về thể loại như: tiểu thuyết, truyện ngắn, bút ký, thơ…
Về văn xuôi, ông có một bộ tiểu thuyết khá đồ sộ có tính chất sử thi về thời kỳ chiến tranh chống Mỹ. Đó là: "Ngày rất dài" (tiểu thuyết 2 tập, 1.100 trang) phản ánh cuộc chiến tranh chống Mỹ giai đoạn 1965-1968; "Trong vùng tam giác sắt" (tiểu thuyết 2 tập, 850 trang) viết về chiến tranh trong những năm 1969-1971; "Đất miền Đông" (tiểu thuyết 3 tập, 2.200 trang) viết về giai đoạn cuối của cuộc chiến tranh giải phóng... Ngoài tiểu thuyết, ông còn có một số tác phẩm văn xuôi khác được xuất bản, như: "Mùa rẫy" (truyện, 1978); "Dặm dài đất nước" (bút ký, 1994); "Sự kỳ diệu của lịch sử" (tản văn, 2003)... Sau này, ông còn cho ra mắt các tiểu thuyết về đề tài xã hội, về người lính thời bình: ''Dưới những cánh rừng ô rô'' (năm 2005); ''Thời hậu chiến'' (năm 2007).
Ngoài những tác phẩm văn xuôi là chủ đạo, Nam Hà còn có một tập thơ "Khi Tổ quốc gọi lên đường" (1975), trong đó có bài thơ ''Chúng con chiến đấu cho người sống mãi Việt Nam ơi!'' khiến cho nhiều người nhớ đến nhất.
Trong thời gian làm Thư ký Chi hội Nhà văn Quân đội, Nam Hà đã dồn hết trách nhiệm, tâm huyết tổ chức bản thảo, tìm kinh phí để xuất bản ''Tổng tập nhà văn Quân đội'' (NXB Quân đội nhân dân, năm 2000), gồm 5 tập, hơn 5.000 trang in, tổng hợp các tác phẩm của 303 nhà văn đã và đang mặc áo lính, được dư luận đánh giá cao. Đây là bộ sách văn học quy mô ở tầm quốc gia, trong đó hầu hết nhà văn hiện đại nước ta thời chống Pháp, chống Mỹ từng trong quân ngũ đều góp mặt trong bộ sách này.
Ông đã nhận được nhiều giải thưởng về văn học của Bộ Quốc phòng, Hội Nhà văn Việt Nam và các tỉnh: Giải thưởng Văn học Bộ Quốc phòng (1994), Giải thưởng Hội Văn nghệ Sông Bé (1994), Giải thưởng Nguyễn Thông (Bình Thuận, 1996), Giải thưởng Hội Nhà văn Việt Nam (1996). Giải thưởng Văn học Bộ Quốc phòng (2004).
Ông đã được Nhà nước tặng thưởng Huân chương Độc lập hạng Ba.
Năm 2007, ông được tặng Giải thưởng Nhà nước về Văn học Nghệ thuật với các tiểu thuyết: Trong vùng tam giác sắt, Đất miền Đông.

## Tác phẩm chính
- Đất Miền Đông (tiểu thuyết, 3 tập, 1983);
- Trong vùng tam giác sắt (tiểu thuyết, 2 tập),
- Mùa rẫy (truyện, 1978);
- Dặm dài đất nước (bút ký, 1994);
- Sự kỳ diệu của lịch sử (tản văn, 2003);
- Ngày rất dài (tiểu thuyết, 2 tập, 2004);
- Khi Tổ quốc gọi lên đường (thơ, 1975);
- Dưới những cánh rừng ô rô (năm 2005);
- Thời hậu chiến (năm 2007).

## Vinh danh
- Giải thưởng Nhà nước về Văn học Nghệ thuật năm 2007.
- Huân chương Độc lập hạng Ba.

### Giải thưởng văn học
- Giải thưởng Văn học Bộ Quốc phòng (1994),
- Giải thưởng Hội Văn nghệ Sông Bé (1994),
- Giải thưởng Nguyễn Thông (Bình Thuận, 1996),
- Giải thưởng Hội Nhà văn Việt Nam (1996).
- Giải thưởng Văn học Bộ Quốc phòng (2004).